# Chick Halbert
Charles Pinkney Halbert IV, detto Chick (Albany, 27 febbraio 1919 – Coupeville, 4 marzo 2013), è stato un cestista statunitense, professionista nella BAA e nella NBA.

## Palmarès
- All-BAA Second Team (1947)